# Środkowoazjatycki Okręg Metropolitalny
Środkowoazjatycki Okręg Metropolitalny – struktura Rosyjskiego Kościoła Prawosławnego z siedzibą w Taszkencie, grupująca placówki duszpasterskie Kościoła na terytorium Uzbekistanu, Kirgistanu, Tadżykistanu i Turkmenistanu. Jej obecnym (2022) zwierzchnikiem jest metropolita taszkencki i uzbecki Wincenty (Morar).
Do 2011 placówki Rosyjskiego Kościoła Prawosławnego na terytorium Uzbekistanu, Kirgistanu i Tadżykistanu podlegały eparchii taszkenckiej i Azji Środkowej, zaś parafie w Turkmenistanie były zorganizowane w odrębny, podlegający patriarsze dekanat. 27 lipca 2011 Święty Synod Rosyjskiego Kościoła Prawosławnego zdecydował o utworzeniu okręgu metropolitalnego, w ramach którego powstały eparchie:
- eparchia taszkencka
- eparchia biszkecka
- eparchia duszanbeńska.

Okręgowi podporządkowany został także dekanat turkmeński.
Zwierzchnikowi Środkowoazjatyckiego Okręgu Metropolitalnego przysługuje tytuł metropolity środkowoazjatyckiego. Pierwszym hierarchą, który objął wymieniony urząd, został dotychczasowy arcybiskup jekaterynburski i wierchoturski Wincenty (Morar).